# San Michele Arcangelo (Blasco de Grañén)
San Michele Arcangelo è un dipinto del pittore aragonese Blasco de Grañén realizzato circa nel 1435-1445 e conservato nel Museo nazionale d'arte della Catalogna di Barcellona in Spagna.

## Storia
Il dipinto fu  oggetto di una donazione al museo nazionale d'arte della Catalogna da parte di "Doña Pilar Rabal Rabal in memoria del marito Pedro Fontana Almeda. Barcellona, 13.10.1976". Non si hanno notizie ulteriori sulla sua provenienza, ma in base alle sue dimensioni il dipinto potrebbe essere il panello centrale di una pala d'altare o trittico.

## Descrizione
Nonostante la presenza di elementi valenciani in questa tavola di Blasco de Grañén, la sua pittura riflette anche una certa conoscenza della produzione pittorica dei Lleidans Jaume Ferrer I, Jaume Ferrer II o Pere Teixidor. Raffigura l'Arcangelo Michele in piedi con le sue ali; trafigge con la spada i demoni.